# Branko Bošković
Branko Bošković (Montenegrijns: Бранко Бошковић) (Bačka Topola, 21 juni 1980) is een Montenegrijnse betaald voetballer die bij voorkeur als aanvallende middenvelder speelt. Hij verruilde in juni 2010 Rapid Wien voor DC United. In maart 2007 debuteerde hij in het Montenegrijns voetbalelftal nadat hij van 2002 tot en met 2005 al twaalf interlands speelde voor het nationale team van Servië en Montenegro.

## Clubcarrière
Bošković' profcarrière begon in 1996 bij FK Mogren, een club uit de toenmalige Joegoslavische tweede klasse. Hij werd opgemerkt door Rode Ster Belgrado. Daar groeide hij uit tot vaste waarde en hielp de club 2 keer aan de titel. In 2003 verhuisde Bošković naar Paris Saint-Germain, welk echter geen succes werd. In 2005 werd hij uitgeleend aan Troyes. Tussen juli 2006 en januari 2007 was Bošković een vrije speler. In januari 2007 kon hij dan aan de slag bij het Oostenrijkse Rapid Wien.

## Interlandcarrière
Tussen 2002 en 2005 kwam Bošković twaalf keer (één doelpunt) uit voor het Servisch-Montenegrijns voetbalelftal, vanaf 2007 voor het Montenegrijnse. Onder leiding van bondscoach Dejan Savićević maakte hij zijn debuut voor Servië en Montenegro op woensdag 27 maart 2002 in de vriendschappelijke uitwedstrijd tegen Brazilië in Fortaleza, net als aanvaller Danko Lazović. Boskovič viel in dat duel na 75 minuten in voor Predrag Đorđević.
| Interlanddoelpunten         | Interlanddoelpunten | Interlanddoelpunten | Interlanddoelpunten                 | Interlanddoelpunten | Interlanddoelpunten | Interlanddoelpunten | Interlanddoelpunten |
| #                           | Datum               | Locatie             | Wedstrijd                           | Goal(s)             | Score               | Uitslag             | Wedstrijd           |
| --------------------------- | ------------------- | ------------------- | ----------------------------------- | ------------------- | ------------------- | ------------------- | ------------------- |
| namens Servië en Montenegro |                     |                     |                                     |                     |                     |                     |                     |
| 1                           | 11 juni 2003        | Bakoe               | Azerbeidzjan – Servië en Montenegro | 27'                 | 0 – 1               | 2 – 1               | EK-kwalificatie     |
| namens Montenegro           |                     |                     |                                     |                     |                     |                     |                     |
| 1                           | 26 maart 2008       | Podgorica           | Montenegro – Noorwegen              | 37'                 | 2 – 0               | 3 – 1               | Oefenduel           |

## Erelijst
Rode Ster Belgrado
- Landskampioen Servië en Montenegro

2000, 2001
 Paris Saint-Germain
- Coupe de France

2004
 Rapid Wien
- Bundesliga

2008